# Ephedra pachyclada
Ephedra pachyclada — вид голонасінних рослин класу гнетоподібних.

## Опис
Малий щільний чагарник.

## Поширення, екологія
Країни проживання: Афганістан; Єгипет (Синай); Іран; Ізраїль; Йорданія; Оман; Пакистан; Саудівська Аравія; Ємен (Північний Ємен). Зазвичай зростає у від гірських до альпійських посушливих районів, але також може бути пов'язаний з чагарниками й рідколіссям. Пов'язаний з Pistacia khinjuk, Artemisia, Juniperus/Olea рідколіссям. Квіти є з травня по червень.

## Використання
Стебла більшості членів цього роду містять алкалоїд ефедрин і відіграють важливу роль в лікуванні астми та багатьох інших скарг дихальної системи. Також використовується для дублення і фрукти їстівні.

## Загрози та охорона
Немає серйозних загроз наразі. Є, принаймні, в одному ботанічному саду й насіння були зібрані і зберігаються в рамках Проекту насіннєвого банку тисячоліття. Деякі колекції знаходяться в межах територій, що охороняються.
| Шишки секвоядендрону | Це незавершена стаття про голонасінні. Ви можете допомогти проєкту, виправивши або дописавши її. |